# حمیمیم
حمیمیم (به عربی: حمیمیم) یک روستا در سوریه است که در استان لاذقیه واقع شده‌است. حمیمیم ۳٬۷۰۱ نفر جمعیت دارد.